# 大須賀力
大須賀 力（おおすか つとむ、1906年3月26日 - 2009年7月24日）は、日本の彫刻家。1979年、勲四等瑞宝章受章。1994年、千葉県市川市名誉市民。多くの彫刻作品が市川市内施設、千葉県内各地に設置されている 。

## 略歴
1906年、東京都千代田区生まれ。
1923年、東京高等工芸学校彫刻部に入学。1926年、東京美術学校（現:東京芸術大学）彫刻科塑像部に入学。学科は異なるものの、同期には加藤栄三、東山魁夷らがいる。1928年、千葉県市川市に移住。
1930年、東京美術学校に在学中の第11回帝展に初入選し、その後毎回出品する。1931年東京美術学校卒業。建畠大夢に師事。1932年の『首飾りの女』が第13回帝展の特選を受賞。
1950年、東京美術学校昭和6年卒業の有志14人で「六窓会」結成。1958年、社団法人日展が発足し評議員に就任。
1973年、『或るポーズ』が内閣総理大臣賞。1976年、『椅子と女』が千葉県立美術館に買い上げ収蔵され、同年、千葉県文化功労者の表彰を受ける。
その後も精力的に活動を続け、1987年12月、市川市文化会館で市川の作家展シリーズの第1回として　『大須賀力彫刻展』が開催され、2005年、99歳の時に市川市芳澤ガーデンギャラリーにて白寿記念の展覧会が開催される。
2009年7月24日死去。103歳没。

## 作品傾向と評価
屋外展示されているものを除き、単体の若い裸婦をモチーフにしたものが多い。大須賀本人は「裸婦の美しさに魅せられている」と語っている。抽象的なものはなく具象的で、トルソ、胸像よりも人物全体の作品が多い。
本間正義は「非凡の凡たる表現こそ、目減りすることのない本当の芸術」と評しており、建畠覚造は「非常にストリクト（厳格）な彫刻の骨格は、裸婦を通じて弛みなく続けられる一方、ストリクトな造形に生の息吹を与えてきた」と述べている。

## 主な作品
- 『首飾りの女』第13回帝展特選
- 『或るポーズ』内閣総理大臣賞

### 日展
- 『若い女』第13回 日展[14]
- 『ゆう』第18回 日展[15]
- 『T氏像』第30回 日展[16]
- 『編む人』第31回 日展[17]
- 『画家T.E氏』第32回 日展[18]

### 屋外展示

#### 千葉県内（移設されているものもあり）
- 『時の流れ』 ｰ 市川市立市川歴史博物館[4]
- 『ママ…ご本をよんで』 - 市川市生涯学習センター（メディアパーク市川）[4]
- 『讃市川』 ｰ 市川市役所[4]
- 『蒼空へ自由・愛・平和』 - 市川市民会館[4]
- 『回想』 - 真間川河川敷[4]
- 『悦び花を飾りて』 - 鎌ケ谷市貝柄山公園[5]
- 『歓び』 - 船橋駅前[5]
- 『川口為之助像』 - 、千葉県庁舎前[19]
- 『宮内三朗像』 - 千葉市港公園[19]
- 『朝粧』 - 八街町中央公民館[19]
- 『浅井忠像」 - 千葉県立美術館[19]

#### 千葉県外
- 鵜の銅像 - 岐阜市旧本庁舎前に1966年（昭和41年）2月の開庁時から設置されていたが、新庁舎建設により長良川うかいミュージアムに移設されて2022年8月3日に除幕式が行われた[20][21]。なお、加藤栄三・東一記念美術館（岐阜市大宮町）にはこの鵜像の縮小版が展示されている[21]。

## 苗字の読みについて
2022年2月現在、独立行政法人国立美術館の所蔵作品検索では「OSUGA, Tsutomu」となっており、Webcat Plusでは「オオスガ ツトム」となっている。
しかしながら、『市川ひと事典』や読売新聞による訃報で「おおすか つとむ」と読みの表記がされていること、および千葉県立博物館の資料データベースに記載された表記、また、市川市内に設置された屋外彫刻に彫られたサインが「Tsu.Ohsuka」「T.OHSUKA」などであることから、本稿では「おおすか」と表記する。

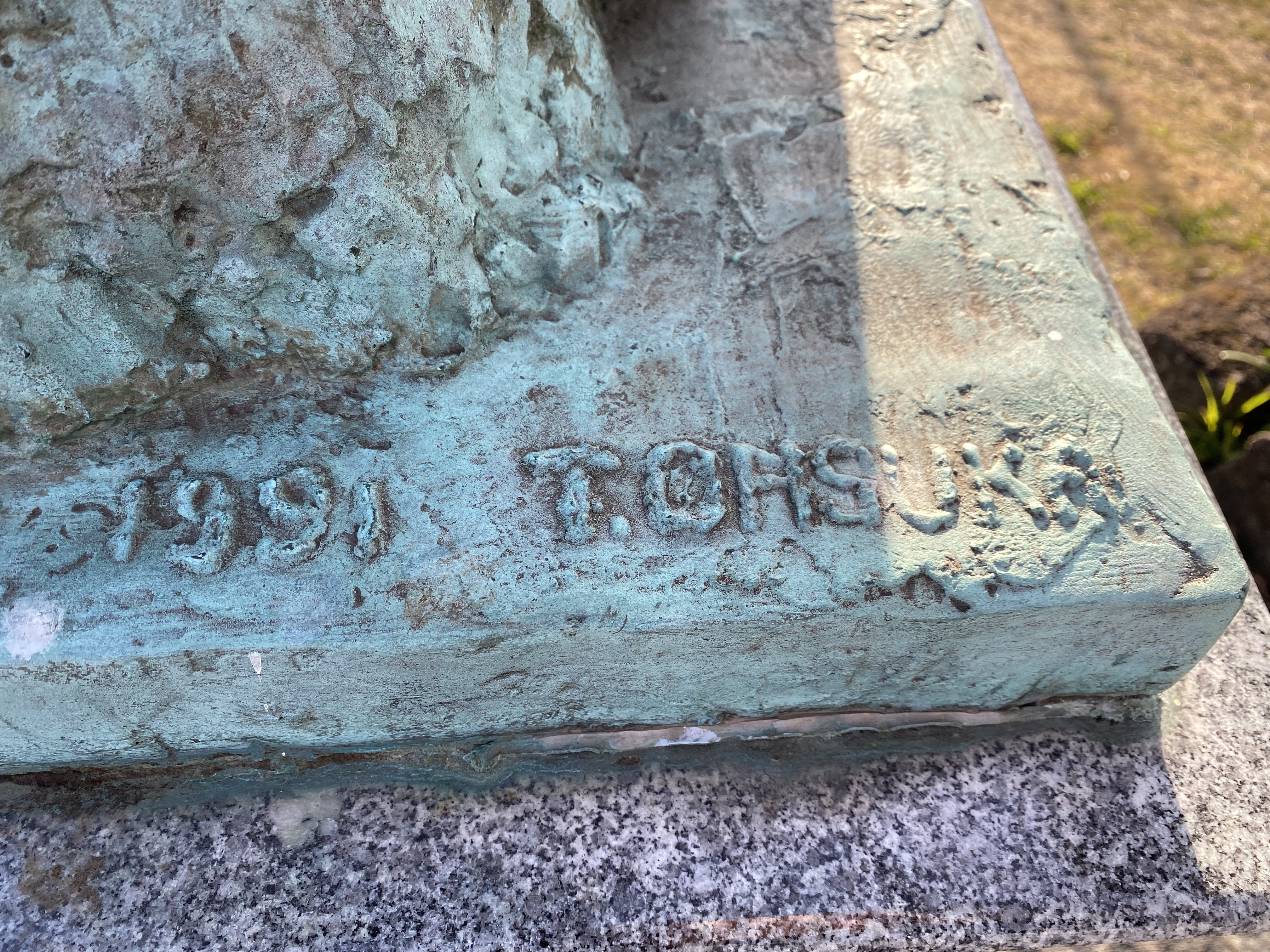
『回想』のサイン
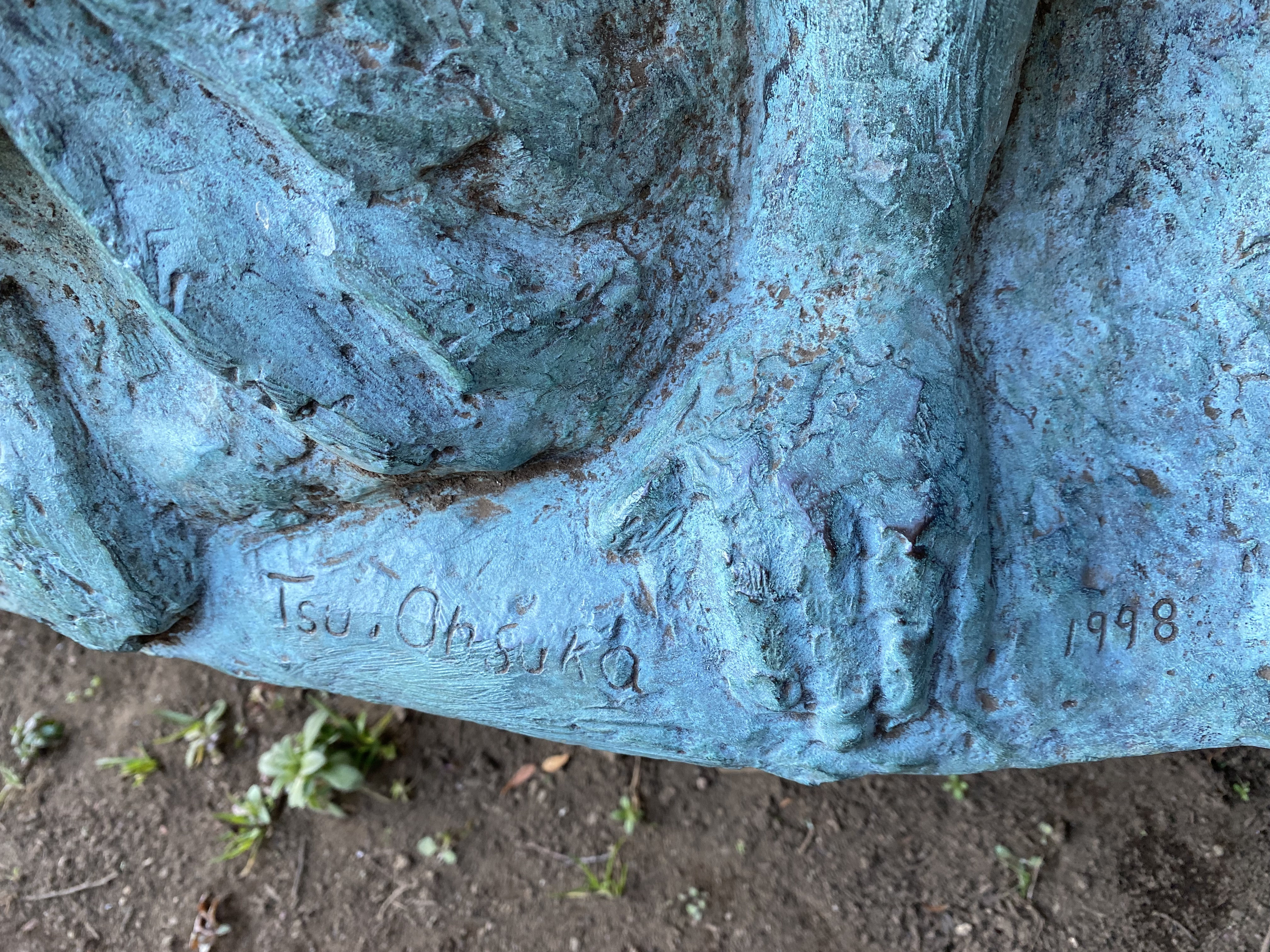
『ママ・・・ご本をよんで』のサイン